# 富宁藤属
富宁藤属（学名：Parepigynum）是夹竹桃科下的一个属，为粗壮藤本植物。该属仅有富宁藤（Parepigynum funingense）一种，分布于中国云南、贵州。